# Język ahom
Język ahom – wymarły język pochodzenia tajskiego, używany jako język oficjalny w dawnym Królestwie Ahom na terenie dzisiejszego indyjskiego stanu Asam. Był zapisywany odrębnym alfabetem ahom pochodzenia indyjskiego. Po upadku Królestwa Ahom w pierwszej połowie XIX w. wyszedł z użycia i został zastąpiony przez indoaryjski język asamski. Język ahom obecnie jest używany jedynie jako język liturgiczny. Czynione są pewne wysiłki, aby przywrócić ten język do życia.